# Circlet Lake
Circlet Lake är en sjö i Kanada.   Den ligger i provinsen British Columbia, i den sydvästra delen av landet, 3 700 km väster om huvudstaden Ottawa. Circlet Lake ligger 1 186 meter över havet. Arean är 0,28 kvadratkilometer. Den sträcker sig 0,6 kilometer i nord-sydlig riktning, och 0,7 kilometer i öst-västlig riktning.
I omgivningarna runt Circlet Lake växer i huvudsak barrskog. Runt Circlet Lake är det glesbefolkat, med 14 invånare per kvadratkilometer.